# We Three Kings
We Three Kings (Вот волхвы с востока идут) — рождественский гимн, текст и мелодию которого сочинил преподобный Джон Генри Хопкинс (1820—1891), служитель Епископальной церкви в Пенсильвании.
Джон Генри Хопкинс-младший родился в 1820 году в Пенсильвании в семье почитаемого епископа англиканской церкви. Он окончил университет штата Вермонт, а потом работал в Нью-Йорке репортером, готовя себя к карьере юриста. Но вместо этого он поступил в Общую Богословскую Семинарию, закончив которую стал в ней первым преподавателем музыки, а также редактором «Церковного журнала». В разные годы своей жизни Хопкинс также служил дьяконом, священником и ректором нескольких церквей. Кроме того, он получил известность не только как писатель и редактор, но так же как витражист и иллюстратор.
Хопкинс внёс большой вклад в развитие епископальной музыки в XIX веке. Гимн «We Three Kings» был написан в 1857 году в Общей Богословской Семинарии в Нью-Йорке для пышной рождественской постановки. В то время Хопкинс работал музыкальным руководителем семинарии. Он был и автором, и режиссёром постановки. Через несколько лет после написания гимна он был напечатан в «Рождественских песнях, гимнах и песнопениях» преподобного Хопкинса.
Мелодия гимна походит на народную. Хопкинс не удовлетворялся простым пересказом рождественского повествования о приходе волхвов на поклонение Младенцу Христу. Он смотрел дальше, на Страстную пятницу и Пасхальное воскресенье, о чём говорит последний куплет.

## Структура текста
Гимн имеет строгую логическую структуру и состоит из пяти куплетов; первый из них — вступительный, в котором волхвы, называющие себя «Три царя Востока» («Three Kings of Orient»), рассказывают о своем долгом путешествии вслед за Вифлеемской звездой. Следующие три куплета, по замыслу автора, исполяются поочередно от лица Гаспара, Мельхиора и Бальтазара. Каждый из волхвов говорит о даре, принесенном им Младенцу, и поясняет его символическое значение: Гаспар приносит Христу золото как Царю, Мельхиор — ладан как Богу и Бальтазар — смирну как Человеку, который должен умереть. В заключительном куплете вновь упоминается значение трех даров, восславляется Господь и говорится о грядущем Воскресении. После каждого куплета следует припев, восхваляющий Вифлеемскую звезду (сейчас многие исполнители вводят припев только после второго куплтета).
С течением времени песня приобрела народный характер, что отразилось в ряде изменений, вносимых исполнителями в структуру текста. Заметно стремление избежать исполнения четвертого куплета с его печальными мотивами смерти и погребения. Ряд поп- и кантри-музыкантов (Джордж Стрейт, Блэкморс Найтс) просто исключают этот куплет вместе с упоминанием смирны; другие (Род Стюарт в дуэте с Мэри Джей Блайдж, Долли Партон) исполняют вариант, в котором смирна, вместе с ладаном, подносятся вторым волхвом, что отражено в измененном начале третьего куплета:
Frankincense and myrrh have I
My gift of love and sacrifice
Во всех этих случаях, помимо четвертого, обычно отказываются и от пятого куплета; вместо него повторяется первый.

## Текст
| Английский | Русский перевод |
| --- | --- |
| We three kings of Orient are Bearing gifts we traverse afar. Field and fountain, moor and mountain, Following yonder star. O star of wonder, star of night, Star with royal beauty bright, Westward leading, still proceeding, Guide us to thy perfect Light. Born a king on Bethlehem's plain, Gold I bring to crown Him again, King forever, ceasing never Over us all to reign. Frankincense to offer have I. Incense owns a Deity nigh. Prayer and praising all men raising, Worship Him, God on high. Myrrh is mine: Its bitter perfume Breaths a life of gathering gloom. Sorrowing, sighing, bleeding dying, Sealed in the stone-cold tomb. Glorious now behold Him arise, King and God and Sacrifice. Alleluia, alleluia! Sounds through the earth and skies. | Вот волхвы с Востока идут, Взяв дары, не глядя на труд, Чрез пустыню к Божьему Сыну Долгий свершают путь. О, чудная волхвов звезда! Ты светила им тогда. Просвещая, ободряя, Нас веди к ногам Христа. В Вифлееме Царь нам рожден! Золото - мой дар для Него. Бесконечно, бесконечно Царствовать будет Он. Ладан в дар несу я Христу! Он с небес пришёл в нищету. Песнопенья и моленья Наши идут к Нему. Смирны горькой запах благой Дар Младенцу в знак роковой: За виновных умерщвленный Ляжет во гроб чужой. Славен Он, Воскресший Господь. Царь и Бог страдал за народ. Аллилуйя! Аллилуйя! Небо Ему поет! |